# Ijulskoje (Kaliningrad)
Ijulskoje (russisch Июльское, deutsch Julienhöhe und Fischer-Taktau) ist ein Ort in der russischen Oblast Kaliningrad. Er gehört zur kommunalen Selbstverwaltungseinheit Stadtkreis Polessk im Rajon Polessk. Die Ortsstelle Fischer-Taktau gehört allerdings (offenbar) zu Kamenka (Steinau). Dafür gehört zu Ijulskoje auch die Ortsstelle Willmanns.

## Geographische Lage
Ijulskoje liegt neun Kilometer nordwestlich der Stadt Polessk (Labiau) am Südufer des Kurischen Haffs und ist über eine Nebenstraße von Slawjanskoje (Pronitten) aus zu erreichen. Slawjanskoje ist auch die nächste Bahnstation an der Bahnstrecke Kaliningrad–Sowetsk (Königsberg–Tilsit).

## Geschichte

### Julienhöhe
Julienhöhe wurde am 8. April 1861 an der Stelle des Abbaus Schindelmeiser  gebildet. Es handelte sich um ein Gut mit Schöpfwerk, das noch bis zum 30. Juni 1891 zum Kreis Königsberg (Preußen) und bis zum 28. Juni 1892 zum Amtsbezirk Brandt (heute russisch: Saliwnoje) gehörte, bis es dann in den Kreis Labiau sowie in den Amtsbezirk Lablacken (heute russisch: Nikitowka) eingegliedert wurde, wobei es stets zum Regierungsbezirk Königsberg in der preußischen Provinz Ostpreußen gehörte. Im Jahre 1910 zählte der Gutsbezirk Julienhöhe 40 Einwohner. Am 30. September 1928 wurde Julienhöhe in die Landgemeinde Willmanns eingefügt (s. u.).

### Fischer-Taktau
Fischer-Taktau, zeitweise auch nur Taktau genannt, mit dem Zusatz Fischer- zur Unterscheidung vom drei Kilometer südöstlich gelegenen Jäger-Taktau, war ein Gut, zeitweise auch nur ein Vorwerk, am Kurischem Haff, dem auch ein Schöpfwerk an der Taktauschen Bek angeschlossen war.
Bei der Einführung der Amtsbezirke im Jahr 1874 wurde es als eigenständiges Gut dem Amtsbezirk Lablacken im Kreis Labiau zugeordnet. Im Jahr 1883 gehörte es als Vorwerk zum Gutsbezirk Adlig Pareyken im Amtsbezirk Legitten. In der Folge gelangte es als Vorwerk in den Gutsbezirk Lablacken, bevor es im Jahr 1915 wieder als eigenständiges Gut dem Amtsbezirk Lablacken zugeordnet war. Am 30. September 1928 wurde Fischer-Taktau in die Landgemeinde Kampken eingegliedert.

### Willmanns
Willmanns war ein Gut, welches einen Kilometer nordwestlich von Julienhöhe auf einer Landzunge unmittelbar am Kurischem Haff lag. Seit der Einführung der Amtsbezirke im Jahr 1874 verlief seine Verwaltungsgeschichte ebenso wie bei Julienhöhe (s. o.). Im Jahre 1910 zählte der Gutsbezirk Willmanns 39 Einwohner. Im Jahr 1928 wurden (im Wesentlichen) die Gutsbezirke Julienhöhe und Willmanns zur neuen Landgemeinde Willmanns zusammengelegt.

### Ijulskoje
Als Orte innerhalb des nördlichen Ostpreußens kamen Julienhöhe, Fischer-Taktau und Willmanns infolge des Zweiten Weltkriegs im Jahr 1945 zur Sowjetunion. Im Jahr 1947 wurden Julienhöhe und Fischer-Taktau unter der russischen Bezeichnung Ijulskoje zusammengefasst und dieser Ort dem Dorfsowjet Slawjanski selski Sowet im Rajon Polessk zugeordnet.
Da Fischer-Taktau fast fünf Kilometer östlich von Julienhöhe lag, und dazwischen noch der Ort Uschakowka (Damm, Kampken und Kampkenhöfen) gebildet wurde, erscheint es allerdings als fraglich, ob vor Ort Fischer-Taktau wirklich mit Ijulskoje identifiziert wurde. Es liegt die Vermutung nahe, dass Fischer-Taktau mit Willmanns verwechselt wurde, das laut Karte heute mit zu Ijulskoje gehört. Auf einer Karte aus den 1970er Jahren war die Ortsstelle Fischer-Taktau als verlassen gekennzeichnet. Inzwischen ist die Ortsstelle wieder besiedelt und gehört laut Karte zu Kamenka.
Ijulskoje gehörte von 2008 bis 2016 zur Landgemeinde Turgenewskoje selskoje posselenije und seither zum Stadtkreis Polessk.

## Kirche
Die Bevölkerung in Julienhöhe, Willmanns und Fischer-Taktau war vor 1945 fast ausnahmslos evangelischer Konfession. Doch war ihre kirchliche Zugehörigkeit uneinheitlich: Julienhöhe und Willmanns waren in das Kirchspiel der Kirche Postnicken (heute russisch: Saliwnoje) eingepfarrt, während Fischer-Taktau zum Kirchspiel der Kirche Groß Legitten (russisch: Turgenwo) gehörte. War Postnicken dem Kirchenkreis Königsberg-Land II zugeordnet, war Groß Legitten in den Kirchenkreis Labiau eingegliedert. Beide Kirchenkreise waren Teil der Kirchenprovinz Ostpreußen der Kirche der Altpreußischen Union.
Heute liegt Ijulskoje im Einzugsgebiet der Kirche Turgenewo, zu der eine in den 1990er Jahren neu entstandene evangelisch-lutherische Gemeinde gehört. Sie ist eine Filialgemeinde der Auferstehungskirche in Kaliningrad (Königsberg) innerhalb der Propstei Kaliningrad der Evangelisch-lutherischen Kirche Europäisches Russland.